# Luisa Rodríguez de la Fuente
Luisa Rodríguez de la Fuente (Madrid, 1921 - ibídem, 5 d'agost de 1939), sastressa de professió, va ser una de Les Tretze Roses, dones espanyoles afusellades el 5 d'agost de 1939 a les tàpies exteriors del cementiri de l'Almudena juntament amb 43 homes. Tots ells ser acusats de pertànyer a les Joventuts Socialistes Unificades o al Partit Comunista d'Espanya.

## Trajectòria
Luisa Rodríguez de la Fuente va néixer al barri madrileny de Chamartín de la Rosa on va viure amb els seus pares i la seva germana Josefa, dos anys més petita. S'havia afiliat a les JSU quan va començar la Guerra Civil, el 1936.
Poc després de l'acabament de la guerra amb la derrota del Bàndol republicà, mentre passejava per l'antiga "Avenida de la Libertat" del barri de Tetuán (Madrid) amb la seva amiga Antonia Torre Yela, va coincidir amb el seu amic Julián Muñoz Tárrega que les va informar que s'estava tornant a reconstruir la JSC i les va animar a unir-se al grup que operava al seu barri de Chamartín de la Rosa, dirigit per Sergio Ortiz. En aquell sector també hi participaven Ana López Gallego, Victoria Muñoz García, Elena Gil Olaya i Martina Barroso García. Luisa Rodriguez va acceptar. Se li va demanar també que contactés amb altres cinc militants, però, segons la seva pròpia declaració, només va aconseguir contactar amb el seu cosí.
En la immediata postguerra, la Dictadura del General Franco va encoratjar, com a obligació patriòtica, la delació de particulars; qualsevol individu sospitos de ser comunista, anarquista, separatista, ateu, francmaçó, etc. havia de ser investigat. Un policia que coneixia la filiació comunista de Rodríguez de la Fuente la va denunciar i va ser detinguda el 28 d'abril de 1939, sent la primera de les Tretze Roses que va entrar en la presó de dones de Ventas l'1 de maig de 1939. Va ser internada en una galeria normal, malgrat que per ser menor d'edat li corresponia ser ingressada a la Escuela de Santa María, un departament de menors creat a iniciativa de María Sánchez Arbós, la pedagoga republicana, que també estava empresonada en aquell període.
En l'expedient núm. 30. 426, una testimoni, sense al·ludir directament a Rodríguez, va esmentar que en el domicili de Blanca Brisac (una altra de les Tretze Roses), es planejava un intent de complot contra el general Franco el dia de la desfilada del primer Any de la Victòria. Dues veïnes van testificar a favor seu dient que, malgrat ser comunista, sempre havia tingut bona conducta i aquella circumstància incerta, va ser descartada.
En la causa 9376 que també tenia oberta, Rodríguez va admetre haver estat membre del PCE i secretària del grup del seu barri.
L'execució de Rodríguez, juntament amb les altres dotze dones, és considerada una represàlia per l'atemptat que van realitzar tres militants de les JSU contra el Comandant de la Guàrdia Civil i membre del Servei d'Informació i Policia Militar franquista, Isaac Gabaldón, la seva filla i el conductor José Luis Díez Madrigal.
Quaranta tres homes, entre els quals, el seu cosí, Isidro Hernández de Fuente també van ser condemnats a mort en la mateixa causa.
La sentència, amb data 3 d'agost, va ser aprovada aquell mateix dia pel Consell de Guerra, en el text es feia constar que les penes romandrien en suspens fins que es rebés l'assabentat del General Franco, malgrat això, els afusellaments es van portar a terme el dia 5 sense esperar a rebre l'assabentat, que va ser signat el dia 13 d'agost. La directora de la presó Carmen Castro Cardús, es va abstenir de cursar les peticions d'indult.